# The Hawk Is Howling
The Hawk Is Howling è il sesto album in studio dei Mogwai. Il cd è stato pubblicato il 22 settembre 2008 in Europa, il 17 settembre in Giappone, il 23 negli Stati Uniti ed il 27 in Australia.
È stato prodotto da Andy Miller, che aveva già prodotto Mogwai Young Team, ed è l'ultimo cd della band scozzese pubblicato per la Play It Again Sam prima della scadenza del contratto con la stessa casa discografica.
L'artwork della copertina è di Aidan Moffat.

## Versione Deluxe
Del cd è stata pubblicata anche un'edizione limitata deluxe con un DVD con i seguenti contenuti video:
1. "Adelia, I want to love" (diretto da Vincent Moon e Teresa Eggers)
2. "Batcat" (di Dominic Hailstone)
3. "The Batcat Animation" (creato da Fernando Alberto Mena Rojas)

Il breve film "Adelia, I want to love", originariamente chiamato "Before it sounds",  è stato filmato in occasione del concerto della band al Soundlabs Festival del 2008 a Roseto degli Abruzzi. Narra di due distinte storie. La prima riguarda la novantenne Adelie che non è mai stata ad un concerto mentre la seconda ruota attorno ad uno dei membri della band, Stuart Braithwaite.

## Tracce
1. I'm Jim Morrison, I'm Dead (Barry Burns)
2. Batcat (John Cummings)
3. Danphe and the Brain (Barry Burns)
4. Local Authority (John Cummings)
5. The Sun Smells Too Loud (Stuart Braithwaite)
6. Kings Meadow (Dominic Aitchison, Barry Burns)
7. I Love You, I'm Going to Blow Up Your School (Dominic Aitchison)
8. Scotland's Shame (Barry Burns)
9. Thank You Space Expert (Dominic Aitchison, Barry Burns)
10. The Precipice (Barry Burns)
11. Dracula Family (Bonus Track dell'edizione giapponese)
12. Stupid Prick Gets Chased by the Police and Loses His Slut Girlfriend (Bonus Track dell'edizione giapponese)
13. Devil Rides (Bonus Track dell'edizione giapponese)

## Ep
- Batcat

## Formazione
- Stuart Braithwaite
- Dominic Aitchison
- Martin Bulloch
- John Cummings
- Barry Burns